# Калужский завод телеграфной аппаратуры
АО «Калужский завод телеграфной аппаратуры» (ранее — ФГУП «Калужский завод телеграфной аппаратуры») — предприятие, занимающееся разработкой и производством аппаратуры связи и продукции специального назначения. Находится в городе Калуге и является одним из градообразующих предприятий города. Входит в состав АО «Аэронавигационные и информационные системы».

## История
Завод создан 9 января 1965 года с целью развития в СССР производства средств связи. В 1976 году предприятие возглавил Михаил Клеванов, его руководство продолжилось до 2003 года.
До начала 1990-х годов завод занимался изготовлением и разработкой аппаратуры связи специального назначения. С самого основания завод выпускал электромеханические телетайпы со встроенными автоприставками, затем осуществлен переход на электронно-механические аппараты. В 80-х для смены устаревших типов техники освоен выпуск рулонных электронных телеграфных аппаратов, с помощью одного из таких аппаратов РТА-80 освещались Летние Олимпийские игры 1980.
С начала 1990-х начинается выпуск гражданской продукции для российского рынка. На заводе стали выпускаться пульты дистанционного управления для телевизоров отечественного и импортного производства, антенны, приставки дециметрового диапазона, а также люстры и бра.
С 1993 года является одним из крупнейших в РФ производителей кассовых аппаратов.
С 1996 года завод является официальным поставщиком ОАО «АвтоВАЗ». На заводе производятся регуляторы холостого хода (РХХ) для автомобилей ВАЗ с инжекторным впрыском топлива, а также резисторы добавочные вентилятора отопителя (РДО) для автомобилей ВАЗ 2108 — 2112, 2123.

## Производственная деятельность
В настоящее время АО «Калужский завод телеграфной аппаратуры» занимается производством различных средств связи, подвижных аппаратных точек связи, контрольно-кассовых машин для различных сфер торговли и услуг, узлов автомобилей и автомобильной электроники, садово-огородной техники, телекоммуникационных шкафов и стоек.

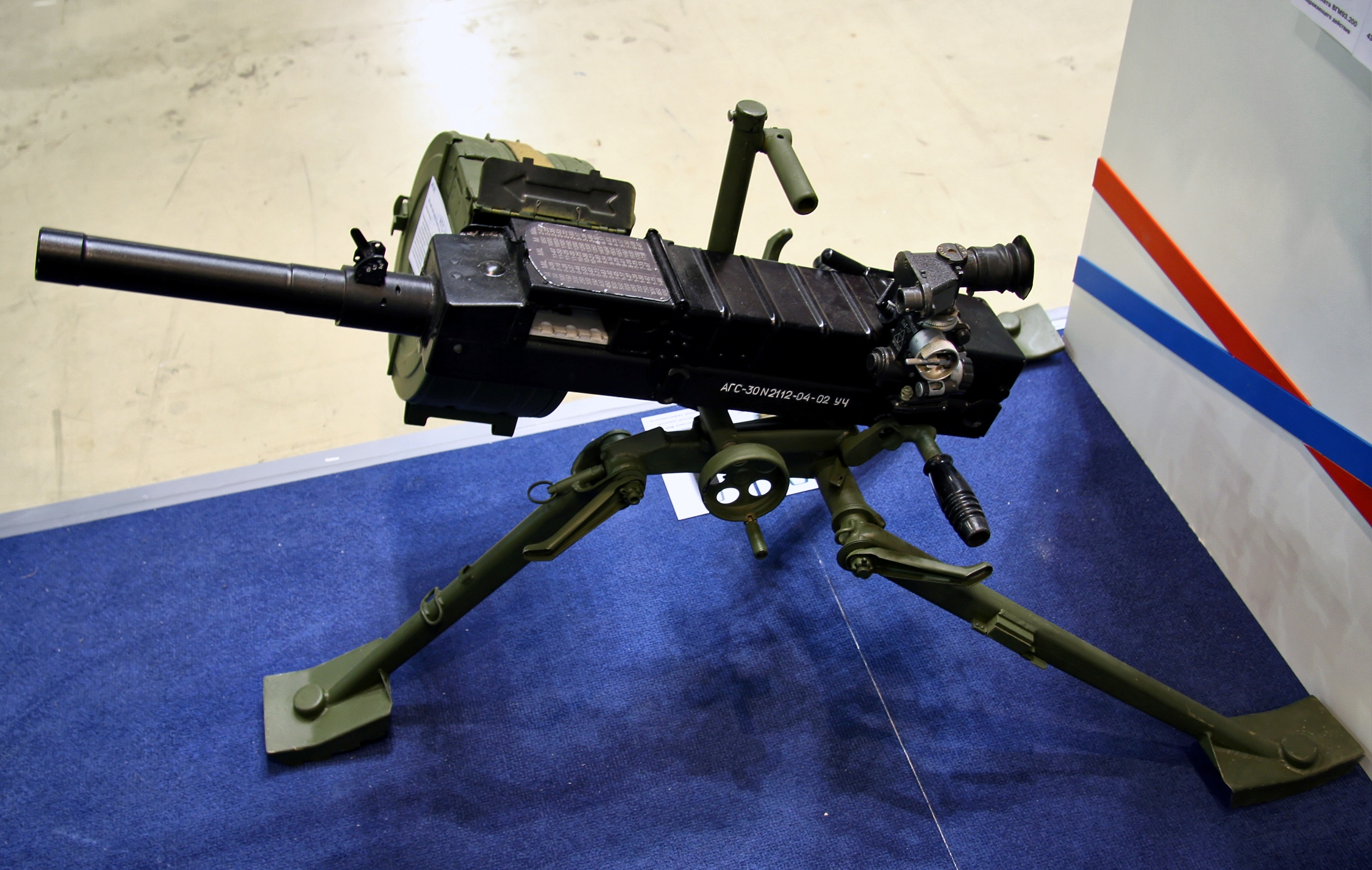
Гранатометный комплекс АГС-30

Занимается производством ячеек камер хранения для ОАО «РЖД».
Занимается разработкой и внедрением новой Государственной системы оповещения в республике Казахстан.
С 2011 года на предприятии начато серийное производство систем мониторинга и управления автомобильным транспортом «КАСБИ СМТ-01» на базе ГНС ГЛОНАСС.
С 2001 года совместно с Министерством чрезвычайных ситуаций РФ завод занимается разработкой единой Автоматизированной системы централизованного оповещения (АСЦО). Система введена в эксплуатацию 11 марта 2014 года. В настоящее время система функционирует в 83 регионах России, на 287 ключевых промышленных объектах, имеющих оборонное значение, а также во всех военных округах.
В 2014 году по контракту с ОАО «Российские железные дороги» завод оснастил железнодорожные вокзалы в Москве, Санкт-Петербурге, Сочи, Анапе, Новороссийске, Красной Поляне, Новосибирске, Красноярске, Омске, Адлере, Кирове, Нижнем Новгороде, Ярославле, Ростове-на-Дону, Воронеже, Белгороде, Волгограде, Саратове, Уфе, Екатеринбурге комплексами автоматизированных камер хранения ручной клади (АКХ) собственной разработки. Отличительная черта комплексов, разработанных и производимых КЗТА — карточная технология работы, которая позволяет автоматизировать расчеты за предоставляемые услуги, накапливать и хранить информацию о работе камеры хранения, а также передавать данные в информационную сеть вокзалов. Сумма контракта — 190 млн рублей.
В ноябре 2014 года заключено соглашение с Республикой Армения о поставке новой системы оповещения, специально разработанной на базе комплекса П-166М, используемого в МЧС России. Основным преимуществом системы является возможность распространять оперативную информацию по различным сетям и линиям связи, включая Интернет, теле- и радиовещание, цифровые сети, операторов сотовой связи.
13 февраля 2023 года деятельность АО «КЗТА» прекращена путём реорганизации в форме присоединения к АО «Азимут»

## Руководство
Генеральный директор — Мятечкин Виталий Федорович